# L’Histoire d’une fée, c’est…
«L’Histoire d’une fée, c’est…» («История одной феи…») песня, записанная французской певицей Милен Фармер. Это был один из синглов с альбома Les Razmokets à Paris (также известный как «Ох уж эти детки в Париже: The Movie» или «Rugrats II» в США). Песня была выпущена 27 февраля 2001 года. Песня посвящена жизни феи по имени Мелюзина (Melusine), с текстами песни, которые кажутся невинными и детским, на самом деле используют много двусмысленности а также игру слов, которые носят сексуальный характер. Несмотря на отсутствие видеоклипа и нечастого вещания на радио, песне удалось достичь первой десятки в чартах во Франции и Бельгии.

## Создание песни
«Ох уж эти детки», это мультипликационные персонажи для детской аудитории, как в сериале так и в кино. Второй фильм Ох уж эти детки в Париже: The Movie был выпущен в 2000 году, с большим бюджетом. После съемок продюсеры хотели записать саундтрек к фильму преимущественно из французских песен, плюс несколько песен на английском языке. Были названы некоторые имена, в том числе Tionne Watkins участница группы TLC, бойз-бэнд 2Be3, Шинейд О’Коннор, Синди Лопер и Милен Фармер. По слухам, Мадонна прямо спросила у Фармер, примет ли она участие в написании саундтрека к фильму. Фармер дала согласие, но предпочла написать новую песню вместо лицензирования прав на одну из своих старых композиций. Звукозаписывающий лейбл Maverick подписал контракт на выпуск неизданных песен, с текстами написанными Фармер и музыкой, написанной её партнером Лораном Бутонна, это был первый раз, когда певица записала песню специально для фильма. В фильме песня звучала только в течение 15 секунд. Английская версия была отменена в пользу версии на французском языке. Первым названием песни было «Attrapez-Moi» («Лови меня»), но от него быстро отказались, поскольку это было слишком похоже на крик Покемона «Attrapez-les tous» («Лови их всех»).

## Издание
В Европе издание саундтрека было отложено самой Фармер, потому что она купила права на песню и, наконец, решила выпустить его в качестве сингла. Был выпущен сингл, а также диджипак CD, в котором слова песни были написаны внутри. Уже во второй раз в карьере певицы — после песни «XXL» — на обложке не было изображения Фармер, вместо неё на обложке был рисунок феи из фильма, сделанный Томом Мадридом. Песня стала доступна в Интернете за месяц до выпуска саундтрека и была хорошо принята фанатами, которые считают, что эта песня может стать хитом.
Ходили слухи, что Bloody Cook, известный продюсер Tartempions Bookmarkers, примет участие в создании ремиксов на песню, но в конечном счете не было ни ремикса, ни видеоклипа. Песня редко транслировалась на радио, только на Europe 2 она звучала регулярно. В дополнение к CD синглу «L’Histoire d’une fée, c’est…», она была также выпущена на саундтреке фильма продолжительностью (5:10), а позже была включена в сборник лучших песен Милен Фармер Les Mots, он был также выпущен как третий трек на европейской версии CD макси «Les Mots».

## Слова и музыка
Песня рассказывает об озорной и вредоносной фее, Mélusine, воплощенной Фармер. Некоторые поклонники Фармер сравнили текст песни с текстами песен более молодых исполнителей, таких как Ализе. По словам автора Эрвана Шаберра: слова песни, «как смех, как разочарование» и Фармер использует игру слов, чтобы «выделить её неумеренное удовольствие, невежливое удовольствие», с музыкой, которую он считает «эффективной». Автор Thierry Desaules сказал, что песня кажется детской, но на самом деле она несёт в себе достаточно извращенные способы адресованые взрослым, а намеки на порку можно рассматривать как садомазохизм. Название является неоднозначным и нахальным, поскольку она содержит игру слов по-французски, намекая на поркау.

## Форматы и треклисты
Здесь представлены форматы и треклисты сингла «L’Histoire d’une fée, c’est…»:
- CD single — Digipack

| №  | Название                                          | Длительность |
| -- | ------------------------------------------------- | ------------ |
| 1. | «L'Histoire d'une fée, c'est...» (single version) | 4:44         |
| 2. | «L'Histoire d'une fée, c'est...» (instrumental)   | 5:00         |

## Варианты издания
| Версия                  | Длительность | Альбом                      | Год  | Комментарий                   |
| ----------------------- | ------------ | --------------------------- | ---- | ----------------------------- |
| Film soundtrack version | 5:10         | Rugrats in Paris: The Movie | 2001 | См. соответствующий раздел    |
| Album version           | 5:00         | Les Mots                    | 2001 | См. соответствующий раздел    |
| Single version          | 4:44         | —                           | 2001 | Музыка в конце песни утихает. |
| Instrumental version    | 5:00         | —                           | 2001 | Все слова удалены.            |

## Участники
Здесь представлены лица принимавшие участие в создании сингла:
- Милен Фармер — текст
- Лоран Бутонна — музыка, продюсер
- Дджон Энг — художественный руководитель
- Гена Корнышев — стилист
- Том Мадрид — художник
- Requiem Publishing — издание
- Polydor — звукозаписывающая компания
- Генри Нё — дизайн
- Бернар Шатене — микширование
- Сделано в Е. С.

## Чарты
| Чарт (2001)                      | Наивысшая позиция |
| -------------------------------- | ----------------- |
| Belgian (Wallonia) Singles Chart | 10                |
| French SNEP Singles Chart        | 9                 |

| Чарт (2001)                      | Позиция |
| -------------------------------- | ------- |
| Belgian (Wallonia) Singles Chart | 89      |
| French Singles Chart             | —       |

| Страна  | Статус | Прямые продажи |
| ------- | ------ | -------------- |
| Франция | —      | 70,000         |

## История изданий
| Страна           | Дата            | Формат    |
| ---------------- | --------------- | --------- |
| Франция, Бельгия | 21 февраля 2001 | CD single |
| Швейцария        | 4 сентября 2001 | CD single |